# La judía
La judía (La Juive, título original en francés) es una grand opéra en cinco actos con música de Jacques Fromental Halévy y libreto en francés de Eugène Scribe. Se estrenó en la Opéra de París el 23 de febrero de 1835.

## Historia

### Composición
La judía era una de las óperas más populares y admiradas del siglo XIX. Su libreto fue obra de Eugène Scribe, uno de los más prolíficos autores dramáticos de la época. Scribe estaba escribiendo según los gustos de la Opéra de Paris, donde la obra se estrenó - una obra de cinco actos presentando situaciones espectaculares (aquí el Concilio de Constanza de 1414), que permitiría una puesta en escena espectacular en una ambientación que exponía una situación dramática que también era subrayado por un poderoso tema histórico.  Además de esto, pudo haber interludios corales, ballet y efectos escénicos que aprovechaban toda la gama de posibilidades disponibles en la Ópera de París.
Debido a la historia de un amor imposible entre un cristiano y una judía, la obra se ha visto por algunos como una defensa de la tolerancia religiosa, en el mismo espíritu que Los hugonotes de Meyerbeer que se estrenó en 1836, un año después de La judía, así como la novela de 1819 Ivanhoe por Sir Walter Scott que trata del mismo tema. En la época de su composición, la monarquía de julio había liberalizado las prácticas religiosas en Francia. Meyerbeer y Halévy eran los dos judíos y las tramas que trataban temas de tolerancia eran comunes en sus óperas. Sin embargo, las críticas de las primeras representaciones muestran que los periodistas de la época respondieron al liberalismo y a lo que percibían como anticlericalismo del texto de Scribe, más que con ningún tema judío específico.
El libreto de La judía está considerado por algunos como que tenía la pretensión de reconsiderar el estatus de los judíos en la sociedad francesa. Sin embargo, un examen más detenido del texto - con su retrato prototípico del judío Eléazar como reservado, vengativo y materialista - no corrobora esta interpretación convincentemente.

### Representaciones

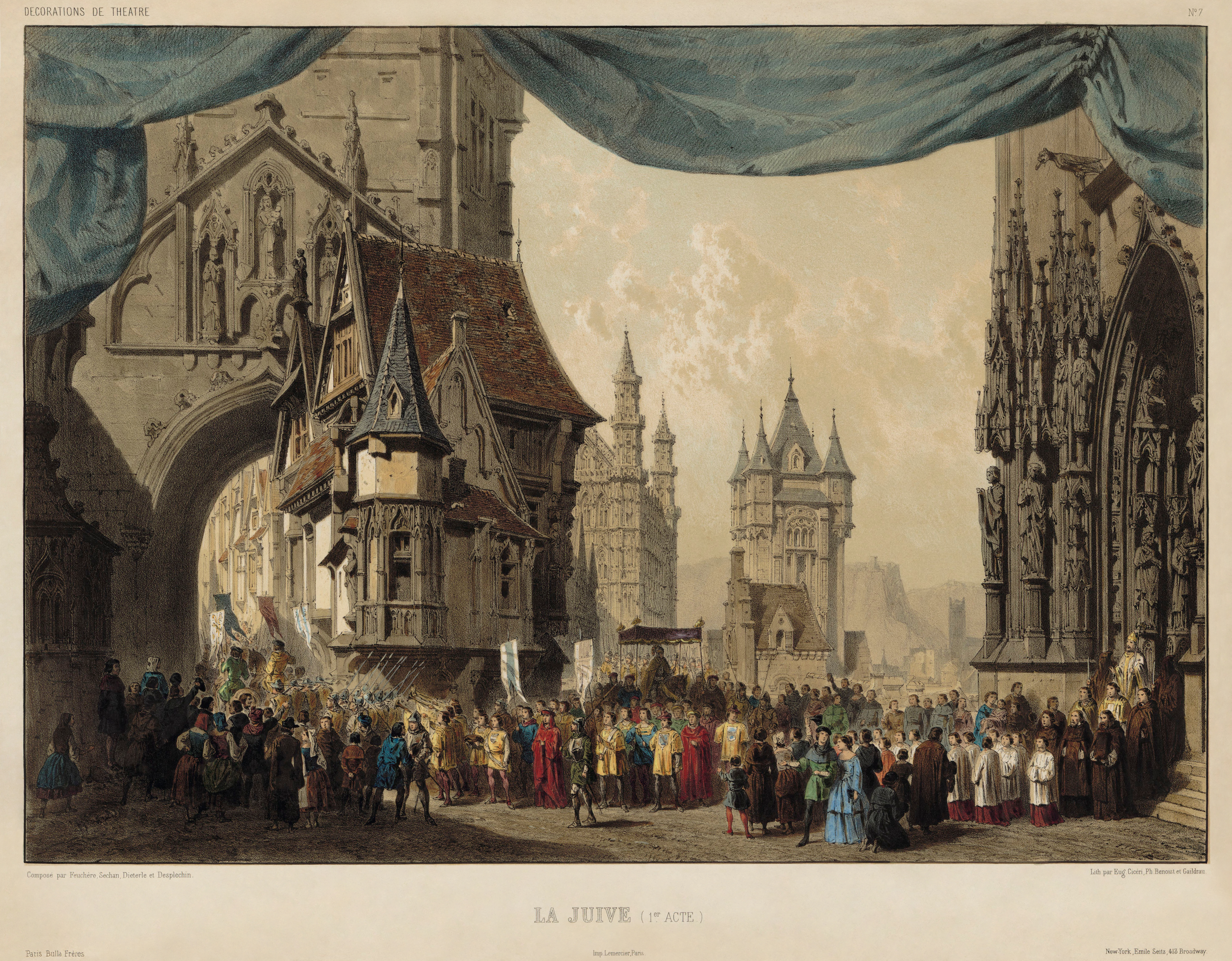
Acto I de la ópera La Juive de Fromental Halévy para la primera producción el 23 de febrero de 1835 (Fecha de publicación 1858) Diseño de Charles Séchan, Léon Feuchère, Jules Dieterle y Edouard Desplechin. Imagen restaurada (2019)

La primera y ornamentada presentación de la ópera, que costó 150.000 francos, fue dirigida por François Antoine Habeneck. Las interpretaciones de la soprano Cornélie Falcon en el rol titular y el tenor dramático Adolphe Nourrit como Eléazar fueron particularmente destacadas. Nourrit tuvo una influencia significativa en la ópera: Eléazar, originalmente concebida como un papel para bajo, fue reescrito para él, y parece que fue en gran medida idea suya acabar el acto IV, no con el conjunto tradicional, sino con el aria "Rachel, quand du seigneur" para la cual es posible que él haya sugerido el texto. La producción destacó por su fastuosidad, incluyendo un órgano en escena en el Acto I, el enorme elenco secundario, y un decorado elaborado sin precedentes. Richard Wagner, que admiró La judía, pudo haber "tomado prestado" de él el efecto del órgano del acto I, para su ópera de 1868 Los maestros cantores de Núremberg. Más aún, el repiqueteo de Eléazar en su trabajo de orfebre tiene su eco en el remendado de Hans Sachs durante Los maestros cantores.
La judía disfrutó de un éxito internacional comparable al de las grandes óperas de Meyerbeer. La obra también se usó para la inauguración del recientemente construido Palais Garnier en París en 1875. La ópera fue producida por la Metropolitan Opera de Nueva York en 1919 como un vehículo para su tenor estrella, Enrico Caruso. Eléazar fue el último papel que Caruso cantó antes de su muerte prematura en 1921. Giovanni Martinelli sucedió a Caruso en el papel en el Met, y tanto él como Caruso grabaron extractos de esta ópera. Están disponibles en cedé.
La ópera fue programada regularmente hasta los años treinta. Reestrenos modernos se han representado en la Ópera Estatal de Viena (1999), la Metropolitan Opera (2003), el Teatro La Fenice en Venecia (2005), la Ópera de París (2007), el Teatro de Ópera de Zúrich (2007), la Ópera Estatal de Stuttgart (2008) y De Nederlandse Opera en Ámsterdam (2009) y la Ópera de Tel Aviv (Israel). En Zúrich y Tel Aviv la acción se cambió desde la Francia del siglo XV a los tiempos de finales del siglo XIX cuando el antisemitismo estaba en auge durante el asunto Dreyfus.
Esta ópera se representa poco; en las estadísticas de Operabase aparece la n.º 186 de las óperas representadas en 2005-2010, siendo la 23.ª en Francia y la primera de Halévy, con 16 representaciones en el período.

## Personajes
| Personaje                                                   | Tesitura   | Reparto del estreno, 23 de febrero de 1835 (Director: François Antoine Habeneck) |
| ----------------------------------------------------------- | ---------- | -------------------------------------------------------------------------------- |
| Eléazar, un orfebre judío                                   | tenor      | Adolphe Nourrit                                                                  |
| Rachel, su supuesta hija, la "Judía" del título             | soprano    | Cornélie Falcon                                                                  |
| Príncipe Léopold                                            | tenor      | Marcelin Lafont                                                                  |
| Princesa Eudoxie, sobrina del emperador                     | soprano    | Julie Dorus-Gras                                                                 |
| Gian Francesco, cardenal de Brogni, Presidente del Concilio | bajo       | Nicolas Levasseur                                                                |
| Ruggiero, preboste de la ciudad                             | barítono   | Henri-Bernard Dabadie                                                            |
| Albert, un sargento                                         | bajo       | Ferdinand Prévost                                                                |
| Un heraldo                                                  | barítono   | Nicolas-Prosper Dérivis                                                          |
| Primer bebedor                                              | tenor      | Jean-Étienne-Auguste Massol                                                      |
| Segundo bebedor                                             | bajo       |                                                                                  |
| Oficial                                                     | tenor      | Trévaux                                                                          |
| Mayordomo                                                   | barítono   | Hens                                                                             |
| Verdugo                                                     | barítono   |                                                                                  |
| Emperador Sigismund                                         | papel mudo |                                                                                  |
|                                                             |            |                                                                                  |

## Argumento
La sinopsis aquí explicada refleja la versión original de la ópera. Las versiones modernas para la escena a menudo adaptan algo esta trama por conveniencia.
Lugar: Constanza
Época: 1414
Acontecimientos previos a la ópera
Antes de que se alce el telón, hay una serie de acontecimientos previos que luego se mencionan en algunas partes de la acción. Cuando él era joven, el judío Eléazar había vivido en Italia cerca de Roma y había sido testigo de la condena y la ejecución de sus hijos como herejes por el conde Brogni. El propio Eléazar fue desterrado y obligado a huir a Suiza. En ese viaje, Eléazar encontró a un bebé casi muerto, abandonado cerca de una casa en llamadas que resulta ser la casa del conde. Los bandidos le han prendido fuego, intentando matar a toda la familia de Brogni pero sin ser conscientes de que el propio conde estaba en Roma en aquella época.
Eléazar se llevó al bebé, una niña, y la cría como su propia hija, llamándola Rachel.  Brogni descubrió las ruinas de su casa y los cuerpos de su familia a su regreso. Posteriormente se convirtió en sacerdote y más tarde en cardenal. 
A comienzos de la ópera, en 1414 Rachel (ahora una joven) está viviendo con su "padre" en la ciudad de Constanza. Las fuerzas del sacro emperador romano-germánico Segismundo han derrotado a los husitas, en batallas donde el príncipe Leopoldo se ha distinguido. El concilio de Constanza, convocado por el antipapa Juan XXIII, se había organizado para resolver los asuntos de la iglesia. Juan XXIII está representado allí por el cardenal Gian Francesco Brogni, que es un personaje histórico. Su parte en la historia de la ópera es, sin embargo, totalmente ficticia.

### Acto I
Una plaza en la ciudad de Constanza en 1414
Eléazar es un orfebre. El público lo condena por trabajar en un día dedicado a las festividades de la Iglesia. Se salva del linchamiento gracias a la llegada de Brogni, quien en el proceso reconoce a Eléazar como su antiguo adversario.  
Léopold llega disfrazado como un joven artista judío llamado Samuel. Rachel está enamorada de Samuel y nada sabe de su verdadera identidad. Las leyes locales reflejan el prejuicio contra los judíos: si un judío y una cristiana tienen relaciones sexuales, el cristiano es excomulgado mientras que se mata al judío. Léopold así está tomando un gran riesgo en este asunto, especialmente porque él ya está casado con la princesa Eudoxie. La multitud regresa para atacar a Eléazar, pero "Samuel" en secreto instruye a sus tropas para que calmen las cosas. El acto se cierra con una gran procesión triunfal.

### Acto II
Dentro de la casa de Éléazar
Rachel ha invitado a Léopold a las celebraciones de Pascua en la casa de Eléazar. Está presente mientras Eléazar y los otros judíos entonan sus oraciones pascuales. Rachel se pone nerviosa cuando se da cuenta de que Léopold rechaza comer un trozo de pan ácimo que ella le ha entregado. Le revela que es cristiano, sin decirle su verdadera identidad.  Rachel se queda horrorizada y le recuerda las terribles consecuencias de semejante relación.  
Entra Eudoxie - ante lo cual Léopold se esconde - para encargar a Eléazar una joya valiosa que regalar a su esposo. 
Después de que Eudoxie se marche, Léopold promete llevarse a Rachel con él.  Ella intenta resistirse, preocupada por abandonar a su padre, pero cuando ella va a sucumbir a sus insinuaciones, se enfrentan a Eléazar, quien maldice a Léopold antes de que este se escape corriendo.

### Acto III
Magníficos jardines
Rachel, que ha seguido a "Samuel" al Palacio, ofrece sus servicios como doncella a Eudoxie.  Eléazar llega al palacio a entregar la joya. Él y Rachel reconocen a Léopold como "Samuel".
Rachel declara que Léopold la sedujo ante la asamblea y ella, Eléazar y Léopold son arrestados y apresados, por instrucción de Brogni.

### Acto IV
Un interior gótico
Eudoxie pide ver a Rachel en la prisión, y la convence de que retire sus alegaciones. Rachel se muestra conforme; Brogni está de acuerdo en conmutar la sentencia de Léopold, y perdonar a Rachel y Eléazar si se convierten. Eléazar al principio dice que preferiría morir, pero luego planea vengarse. Recuerda al cardenal el fuego de su casa cerca de Roma muchos años antes y le dice al cardenal que su hija no murió. Dice que fue salvada por un judío y que sólo él sabe quién es. Si él muere, su secreto morirá con él. Brogni le ruega que le diga dónde está su hija, pero todo es en vano. Eléazar canta a la venganza que tendrá cuando él muera, pero de repente recuerda que será responsable de la muerte de Rachel. La única forma de salvarla es admitir que el cardenal es su padre y que ella no es judía sino cristiana. El acto finaliza con el aria más famosa de la ópera, "Rachel, quand du Seigneur", de Eléazar. En el punto en el que él casi se ha convencido de que debe rendirse, oye a la gente gritando, pidiendo su muerte, y decide que nunca devolverá a Rachel a los cristianos.

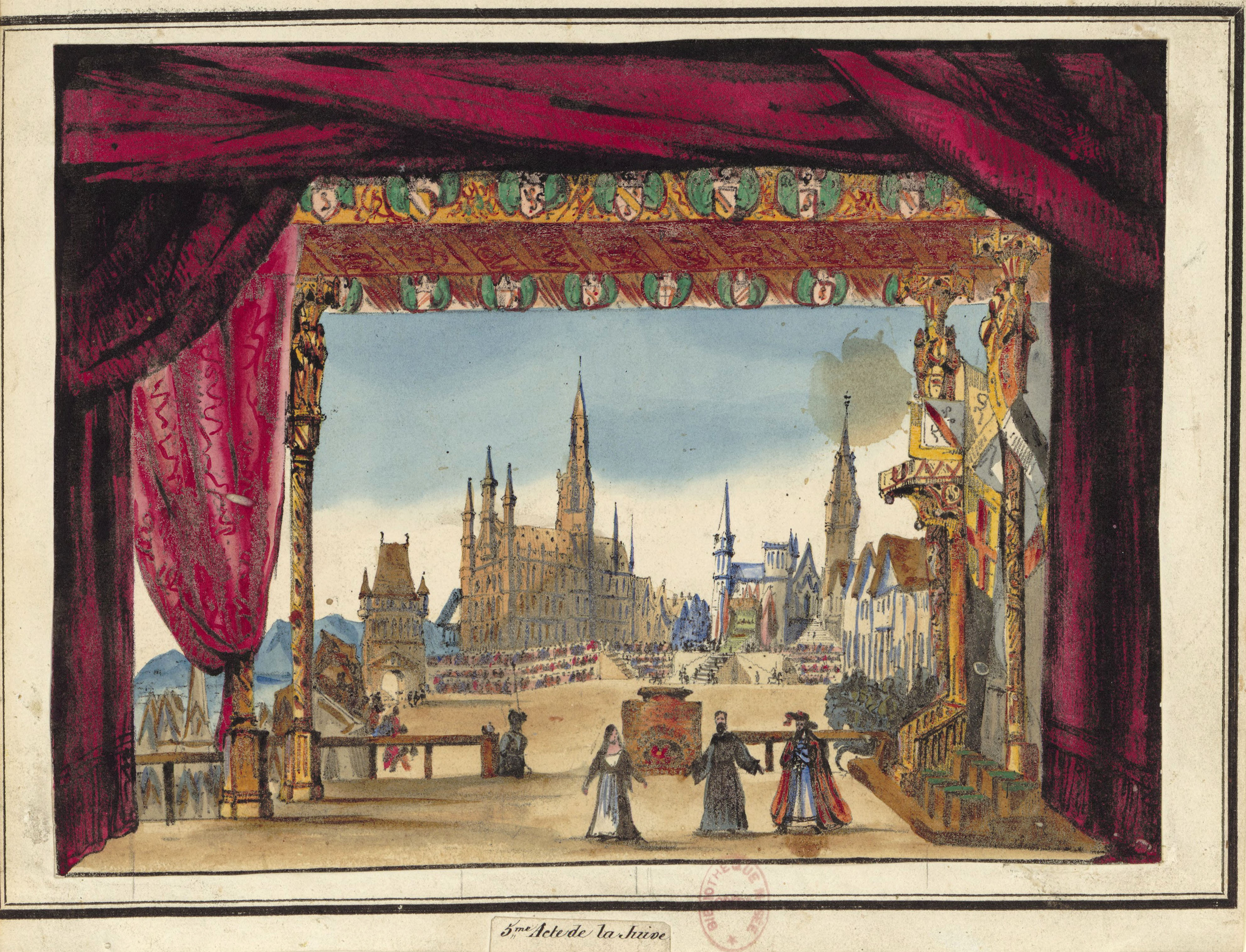
Diseño para el Acto V de la producción original de 1835.

### Acto V
Una gran tienda apoyada en columnas góticas
Eléazar y Rachel son llevados al cadalso donde serán arrojados a un caldero de agua hirviente. Rachel está aterrada. Eléazar explica que ella puede salvarse si se convierte al Cristianismo. Ella lo rechaza y sube al cadalso delante de él. Cuando la gente está rezando, Brogni pregunta a Eléazar si su propia hija sigue viviendo. Eléazar dice que sí y cuando Brogni pregunta dónde puede encontrarla, Eléazar señala al caldero, diciendo "¡Ahí está ella!" Él entonces sube a su propia muerte mientras el cardenal cae de rodillas. La ópera termina con un coro de monjes, soldados y el pueblo cantando "¡Está hecho y nos hemos vengado de los judíos!"

## Grabaciones
- 1973 - Richard Tucker (Eléazar), Yasuko Hayashi (Rachel), Michèle Le Bris (Eudoxie), Juan Sabate (Léopold), David Gwynne (Brogni) - interpretación en vivo, Londres, dir. Anton Guadagno - Opera d'Oro CD OPD-1333.
- 1981 - José Carreras (Eléazar), Ilona Tokody (Rachel), Cesare Siepi, Sona Ghazarian, Chris Merritt. Grabación en directo. Dir. Gerd Albrecht. Orquesta Sinfónica de Viena. 3 LP vinilo. HRE (HRE 362-3 (S)).

- 1989 - José Carreras (Eléazar), Julia Varady (Rachel), June Anderson (Eudoxie), Dalmacio Gonzalez (Léopold), Ferruccio Furlanetto (Brogni) - Coro de Ópera Ambrosiano, Orquesta Philharmonia, dir. Antonio de Almeida - Philips CD 420 190-2.

- 2003 - Neil Shicoff (Eléazar), Krassimira Stoyanova (Rachel), Simina Ivan (Eudoxie), Jianyi Zhang (Léopold), Walter Fink (Cardinal Brogni) - Coro y Orquesta de la Ópera Estatal de Viena, dir. Vjekoslav Šutej – Deutsche Grammophon DVD 00440 073 4001

- El aria más conocida de la ópera, "Rachel! Quand du seigneur", se ha grabado numerosas veces  por tenores famosos, incluyendo Enrico Caruso, Giovanni Martinelli y Léon Escalais.